# خالد بن سالم المنصوري

## اسمه ونسبه ومذهبه
هو الشيخ المسند المحدث الفقيه النحوي أبو أسامة خالد بن سالم بن خميس بن خميس بن زايد، المنصوري من قبيلة المناصير، البحريني، الحنبلي.

## مولده ونشأته
ولد بمدينة المحرق بحي المري، سنة 1966 م تقريبا، وكانت بداية حياته عادية، حتى أنه لم يكمل الدراسة الإعدادية، مع أنه كان ذكيا فطنا، والتحق بالسلك العسكري، إلى أن تغيرت حياته سنة 1984م تقريبا، فاتجه نحو العبادة والعلم الشرعي، فكان أول شيوخه الذين تتلمذ عليهم في البحرين هو الوالد الشيخ المقرئ محمد سعيد الحسيني ، فجود عليه القرآن الكريم وختمه، وحفظ عليه «نظم الجزرية»، وأخذ عنه شيئا في النحو والحديث، وبعد تمكنه في التجويد بدأ في تدريس القرآن الكريم لصغار الطلاب، بمسجد عبد الله بن جبر الدوسري بحي القضيبية بالمنامة، وكان دائم الاعتكاف في هذا المسجد، يقول الشيخ إبراهيم النصف عن هذه المرحلة، فيقول:«كان رحمه الله لا يحب الحرام ويبتعد عنه، وكان ملازما للمسجد، ومن الغريب أنه اشترى مسجلا وضبطه على إذاعة القرآن الكريم، ثم ربطه بلاصق، فسألته عن ذلك فقال: حتى لا يغير أحدهم تردد إذاعة القرآن الكريم»، هكذا كانت بدايته مع المسجد والقرآن، ثم استشار الوالد في الزواج أو السفر خارج البلاد لطلب العلم، فأشار عليه الوالد بأن تقديم طلب العلم أولى وأن الزوجة ستأتي.

## رحلته العلمية
وفي سنة 1986م تقريبا رحل إلى مكة المكرمة، والغريب أنه ودع طلابه وهو يبكي، يقول في ذلك د. حسن الحسني:«وهذا أول مرة أشاهد فيها رجلا يبكي»، وهذه العاطفة ليست بغريبة عليه يعرفها كل من عرف الشيخ عن قرب، وحضر في الحرم المكي دروس الشيخ علي بن محمد الهندي الحنبلي، وحفظ عليه بعض المتون الصغيرة، ثم توجه إلى المدينة المنورة ولازم دروس الشيخ أبي بكر الجزائري، ومنه إلى اليمن ليحضر عند الشيخ المحدث مقبل الوادعي، ومنه إلى الشيخ العلامة محمد بن صالح عثيمين، فكان من تلاميذ الشيخ ابن عثيمين القدامى وأصبح من الملازمين له قرابة عشر سنوات، منها خمس متتاليات، وخمس متفرقات، فدرس عليه الفقه والعقيدة والنحو وغير ذلك، كما درس بالقصيم على الشيخ علي الزامل والشيخ عبد الله الفالح، من تلاميذ العلامة عبد الرحمن بن ناصر السعدي، حتى نبغ في عدة علوم لاسيما النحو والحديث، فحفظ «ألفية ابن مالك»، و«نظم العمريطي» كلاهما في النحو، وجزء من«صحيح البخاري» بأسانيده، وغيرها من المتون الكثيرة، سألته مرة عن محفوظاته، فقال بكل تواضع: «لا أحفظ إلا أشياء بسيطة»، وكان يستحضر أسماء الرجال استحضارا عجيبا، ويسرد الفوائد العلمية والنكات الغريبة سردا عجيبا، كيف لا وقد عرف عنه الجد في طلب العلم، وقوة الذاكرة، وعدم إضاعة الوقت في القيل والقال، حتى أن الشيخ ابن عثيمين أوكل إليه تدريس علم التجويد في جامعه الكبير بعنيزة، وفي هذا الأثناء كان يزور البحرين بين فترة وفترة، ويقيم بمسجد عبد الله بن جبر الدوسري.

## رحلاته
للشيخ خالد عدة رحلات، منها لطلب العلم، ومنها لأسباب أخرى، وبعض أسفاره كانت مشيا على الأقدام، فسافر في طلب العلم إلى عدة بلدان، منها الحجاز، واستقر مدة بجدة فترة وألقى بعض الدروس هناك، ورحل إلى المغرب، وتونس، وليبيا، وهناك اعتقل وصادرت الجهات الأمنية جميع ما يملك من متاع، ومن ضمنه مذكرة كان يدون فيها الفوائد والمعلومات، كما سافر إلى مصر، وباكستان، وبنغلاديش، ورحل إلى السند والتقى بالعلامة بديع الدين شاه الراشدي السندي، وقرأ عليه «نخبة الفكر في مصطلح أهل الأثر» للحافظ ابن حجر، وقرأ عليه شيئا من «صحيح الإمام البخاري»، إلا أنه لم يستجزه، كما رحل إلى اليمن ثلاث مرات منها رحلة مشيا على الأقدام، وفي هذه السفرات وقعت له الوقائع والقصص الغريبة، كان يحكيها لطلابه.

## صفاته
كان متمسكا بالسنة، متواضعا، زاهدا، قانعا، ورعا، بعيدا عن زخارف الدنيا، مجدا في طلب العلم، محبا لنشره، عفيف اللسان، جميل السمت، صاحب دعابة، لايمل سامعه ولا مجالسه، باذلا من وقته وماله في الخير، صبورا على مرضه، حيث اجتمعت عليه عدة أمراض، كمرض السكري، والفشل الكلوى، والقلب، وثقل السمع، وغيرها، رغم ذلك تراه بشوشا مبتسما مازحا، والمصائب كلها صاغرة بين يديه، نسأل الله تعالى أن يرفع بها درجته وأن يكفر عنه سيئاته.

## شيوخه ومجيزوه
هناك الكثير من المشايخ والعلماء الذين استفاد منهم، وتعلم على أيديهم، يصعب حصرهم في هذا المقام، فمنهم: الشيخ المقرئ محمد سعيد الحسيني وهو أول شيوخه، والشيخ علي بن محمد الهندي الحنبلي، والشيخ أبو بكر الجزائري، والشيخ العلامة محمد بن صالح العثيمين، والشيخ علي الزامل، والشيخ عبد الله الفالح، والشيخ عبد الله الجبرين، والعلامة المحدث بديع الدين شاه الراشدي السندي محدث السند، وتلميذه محمد حياة اللاشهري وهو أكبر سنا من شيخه، والشيخ المسند أحمد جابر جبران الضحوي التهامي المكي، والشيخ المحدث مقبل بن هادي الوادعي، والعلامة المحدث عبد العزيز الأعظمي العمري، والشيخ المسند عبد القيوم الرحماني البستوي، والشيخ المحدث أبو الحسن عبيدالله الرحماني المباركفوري، والشيخ العلامة الفقيه عبد الله بن عقيل شيخ الحنابلة بالرياض، والشيخ المعمر المسند عبيد الله الأشرفي، والشيخ المسند المحقق صبحي بن جاسم السامرائي، والشيخ المسند محمد إسرائيل الندوي، وغيرهم الكثير، رحم الله أمواتهم، وأطال في الخيرات أعمار أحيائهم.

## رجوعه إلى البحرين
ولما استقر في البحرين أم في عدد من المساجد، منها: مسجد الإمام نافع المدني لمدة سنة تقريبا، ومسجد المهاجرين، ومؤذنا في مسجد فاطمة سنة 1994م، والتف حوله طلاب العلم، فكانت له دروس في مسجد الإمام نافع المدني في مدينة حمد، ودروس في جامع شيخان الفارسي في الرفاع، وغيرها من المساجد والمعاهد، وكانت دروسه متنوعة في شتى العلوم، ففي التفسير: كان له دروس في تفسير سورة البقرة وجزء عم، وفي العقيدة: كتاب التوحيد، وفي الأصول: تسهيل الطرقات في شرح نظم الورقات للعمريطي، وفي الفقه: العمدة لابن قدامة، ومنهج السالكين وتوضيح الفقه في الدين، وفي الحديث: شرح منظومة البيقوني في المصطلح الحديث، وأجزاء من صحيح البخاري ولم يكمل، وكتاب الحج من صحيح الإمام مسلم، والأربعين النووية، وأبوابا من سبل السلام، وشرح حديث جابر في صفة الحج، وفي النحو: شرح التحفة السنية في شرح الآجرومية، والمتممة، وملحة الأعراب، وقطر الندى، وغير ذلك من الكتب، وقد لازمه العديد من الطلاب، ومن جميع أنحاء البحرين، فمنهم الشيخ خطاب البنخليل وهو أقدمهم وأكثرهم ملازمة له، وجمال بوزبون، والنائب عبد الحليم مراد، وصالح الأنصاري، وحسين الجناحي، وإبراهيم الدوسري، ود. حبيب النامليتي، وغيرهم الكثير.
وقد شرح لي قديما بمسجد عبد الله بن جبر كتاب«قطر الندى وبل الصدى»في النحو، ورأيت من استحضاره للشواهد النحوية الأمر العجيب، ولما علم أني أحفظ«الدرة البهية في نظم الآجرومية»للعمريطي صور لي نسخته من شرح العلامة البيجوري على النظم، وعليها تعليقات بسيطة بخط يده، وقرأت عليه قبل سنوات منظومة«طرفة الطرف»في مطلح الحديث، ومذكرتي«منحة المجيز وبغية الطالب المستجيز»، وأشياء أخرى، وذلك بحضور أخي د. حسن الحسيني، والشيخ عبد الله الحسيني، وأجازنا إجازة طنانة رنانة، إلا أنها قد غابت عني في الوقت الحالي، وكان محبا جدا للوالد ولنا أيضا.

## قالوا عنه
بعد ساعات من وفاة الشيخ انطلقت كلمات الثناء والمديح وطلب المغفرة له من قبل المشايخ وطلاب العلم، جمعت بعضها:
د. ياسر المحميد:«انا لله وانا اليه راجعون، توفي بالأمس رفيق درب وزميل علم، وأخي في الله الشيخ الفاضل خالد بن سالم المنصوري رحمه الله، بعد مرض أراد الله عزوجل أن يكون كفارة له ورفعة، علمته طالبا مجدا ورحالة يبحث عن العلماء، أعطاه الله علما وافرا مع حسن طباع، غاب عن أنظارنا وبقي في قلوب محبيه، وسوف يكتب التاريخ عنه كثيرا وأنه من أعلام البحرين ومفخرة أهلها الطيبين، وسوف يحمل هذا العلم من كل خلف عدوله والعلماء ورثة الأنبياء، حضر جنازته عدد كبير من طلبة العلم، وتحقق بها حلم الشيخ وأمنيته الصادقة في جمع أهل العلم، ونبذ التفرقة بينهم، وأن يكونوا يدا واحدة، طبت يا أبا أسامة حيا وميتا».
د. خليفة بن عربي:«صديقي وشيخي خالد سالم المنصوري كان شيخا في الخلق قبل الدراية، وفي السلوك قبل العلوم، كان ينضح نبلا ويطفح سماحة ويطير رقة، رحمه الله».
د. حسن الحسيني:«ودعنا عالما متبحرا، محدثا فاضلا، أحد أقدم طلاب الشيخ ابن عثيمين في البحرين رحمه الله».
أ.د. محمد علي الغامدي:«إنا لله وإنا إليه راجعون، كان صاحب سنة واتباع، ترافقنا في الرحلة إلى المحدث بديع الدين الراشدي في السند، فكان نعم الأخ».
د. خالد المصلح:«رحم الله أخي الشيخ خالد بن سالم أحد علماء البحرين، عرفته طالبا عند شيخنا ابن عثيمين، باذلا للعلم، عف اللسان، محبا للخير، اللهم اجعل الفردوس نزله».
د. الشريف ناجي الهاجري:«كان الشيخ خالد المنصوري صديقا عزيزا، لازمناه واستفدنا منه في علم الحديث، كان مبدعا فيه، وكان عابدا لا يفوته الاعتكاف بمكة».
أ.د. سعد الحميد:«رحم الله الشيخ خالد بن سالم المنصوري، وأسكنه فسيح جناته، فقد عرفته منذ قرابة ثلاثين عاما، ورأيت من أحواله في الورع والزهد والرضا بالقليل عجبا».
الشيخ فيصل بن قزار الجاسم:«توفي فضيلة الشيخ خالد بن سالم المنصوري، وهو من خيرة أهل البحرين الحبيبة علما وديانة وزهدا وورعا، فرحمه الله رحمة واسعة ونور قبره، ورفع درجته».
فايز الفايز العريني:«اللهم اغفر لعبدك خالد بن سالم المنصوري، الشيخ أحد أنجب تلامذة شيخنا العثيمين رحمه الله، أسأل الله أن يرحمه ويدخله الفردوس الأعلى من الجنة».

## وفاته
توفي يوم الإثنين عصرا 13 رجب سنة 1438 هـ، الموافق 10/ 4/ 2017م، وصلوا عليه بعد صلاة المغرب بمقبرة الحنينية، بالرفاع، وبها دفن ، وكانت جنازته مشهودة، حضرها القريب والبعيد، والمحب والمخالف، رحم الله علماءنا الربانيين المتقدمين منهم والمتأخرين.

### رئيس الأوقاف السنية بمملكة البحرين
وقد نعت إدارة الأوقاف السنية الشيخ المحدث الزاهد خالد بن سالم المنصوري ، وفاء لهذا العالم الجليل وإسهاماته في النهوض بالحركة العلمية بمملكة البحرين، ومما يشكر لسعادة الشيخ د. راشد بن محمد الهاجري رئيس مجلس الأوقاف السنية، إعلانه عن تسمية مسجدين من مساجد مملكة البحرين باسم الشيخ القاضي إبراهيم بن عبد اللطيف آل سعد ، والشيخ خالد بن سالم المنصوري تخليدا لعلمهما وفضلهما وكريم سيرتهما العلمية والأخلاقية، وهذا هو اللائق بعلمائنا وفضلائنا.

## المصدر
1- صحيفة الأيام البحرينية العدد 10232 "من المحبرة إلى المقبرة.. مسيرة عالم من علماء البحرين" (بar-AR). Archived from the original on 2019-01-10. Retrieved 2017-07-30.{{استشهاد بخبر}}:  صيانة الاستشهاد: لغة غير مدعومة (link)